# Tuolba
A Tuolba (oroszul: Туолба) folyó Oroszország ázsiai részén, Jakutföldön, a Léna jobb oldali mellékfolyója.

## Földrajz
Hossza: 395 km, vízgyűjtő területe: 15 800 km², évi közepes vízhozama (43 km-re a torkolattól): 63 m³/s.
Az Aldan-felföld északnyugati szélén ered és végig észak-északkelet felé, erdőkkel borított alacsony hegyek vagy dombok között folyik. A torkolattól 875 km-re ömlik a Lénába. Partjai szinte mindenütt néptelenek. Október második felétől május közepéig jég borítja.
Felső folyása kb. száz kilométeren át a Jakutföld Oljokminszki járásában kialakított Oljokmai természetvédelmi területhez tartozik. 